# Triphasia grandifolia
Triphasia grandifolia är en vinruteväxtart som beskrevs av Merrill. Triphasia grandifolia ingår i släktet Triphasia och familjen vinruteväxter. Inga underarter finns listade i Catalogue of Life.